# Manga Manga
Manga Manga était une émission de télévision française pour la jeunesse diffusée sur Canal+ de 1997 à 2001.
La première émission de Manga Manga est diffusée le vendredi 19 septembre 1997 à 22h15 avec l'OAV Armitage III,. Manga Manga est ensuite programmé chaque vendredi, le mois de novembre (7, 14 et 28) est consacré à Iria - Zeiram the Animation. L'émission est réorganisée à partir de janvier 1998, Manga Manga n'est diffusée qu'une seule fois par mois mais la durée est rallongée. La date change également, Manga Manga se déroule désormais le mardi à 23h00, Canal + diffuse trois épisodes de Macross Plus le 27 janvier 1998.